# Barshong
Barshong (dzongkha བར་གཤོང་) – gewog w dystrykcie Cirang, w Bhutanie. Według danych z 2017 roku liczył 842 mieszkańców.